# Вісла (корабельня)
Корабельня «Вісла» — корабельня та виробник плавучих одиниць і сталевих конструкцій, розміщена в Гданську.
Ядром корабельні стала ремонтна база криголамів «Вісла», створена в 1889 році.
В 1970 -х і 1980 -х роках корабельня спеціалізувалася на будівництві буксирів, рятувальних суден та катамаранів.
Теперішня Stocznia WISŁA Sp. z o. o. — це новостворене підприємство, яке продовжує виробництво в районі старої корабельні. Нинішнє виробництво — траулери, креветкові човни, моторні човни та сталеві конструкції .